# NN-168
La carretera NN‑168 es una vía departamental secundaria ubicada en el departamento de Managua. Su recorrido conecta la comunidad costera de El Tránsito con la localidad turística de Masachapa, formando parte del acceso entre playas del litoral Pacífico sur.

## Trazado y cruces
| km  | Localidad / Punto | Departamento | Conexión / Ruta |
| --- | ----------------- | ------------ | --------------- |
| 0,0 | El Tránsito       | Managua      | Camino costero  |
| 1,3 | La Ceiba          | Managua      | Camino rural    |
| 2,3 | Masachapa         | Managua      | NN 167          |

## Coordenadas
Uno de los tramos de la NN‑168 puede ser encontrado en las coordenadas: 11°47′41″N 86°34′56″O / 11.7947, -86.5821